# Notoxus pilati
Notoxus pilati är en skalbaggsart som beskrevs av Laferté-sénectère 1849. Notoxus pilati ingår i släktet Notoxus och familjen kvickbaggar. Inga underarter finns listade i Catalogue of Life.